# Raševo (gmina Šekovići)
Raševo (cyr. Рашево) – wieś w Bośni i Hercegowinie, w Republice Serbskiej, w gminie Šekovići. W 2013 roku liczyła 29 mieszkańców.